# Jasmine Alkhaldi
Jasmine Alkhaldi, née le 20 juin 1993 à Parañaque, est une nageuse philippine spécialiste de la nage libre et du papillon.

## Jeunesse
Née et élevée à Parañaque, sa mère est philippine tandis que son père est originaire d'Arabie saoudite. À l'âge de trois ans, elle tombe dans une piscine et manque de se noyer. En réponse, ses parents décident de l'inscrire à des cours de natation.
De par ses performances sportives, elle obtient une bourse d'études pour l'Université d'Hawaï pour étudier l'administration des affaires avec une majeure en gestion et en marketing. Là, elle nage pour l'équipe de natation de l'université, les Rainbow Wahine. Après son diplôme en 2016, elle revient vivre à Manille.

## Carrière
Jasmine Alkhaldi réalise les minima olympiques lors des Championnats du monde 2011 en finissant 44e du 100 m nage libre,. Lors de ses premiers Jeux olympiques en 2012, elle nage son 100 m nage libre en 29 s 17, se classant 7e et terminant finalement 34e sur 50 concurrentes.
L'année suivante, aux Jeux d'Asie du Sud-Est 2013, elle est bien partie pour remporter le 100 m nage libre mais un faux départ d'une nageuse Thaïlandaise oblige à re-nager la course et elle termine finalement 3e. Elle remporte le même métal sur le 100 m papillon. Aux Jeux de 2015, elle collecte trois médailles de bronze : le 100 m nage libre, le 200 m nage libre et le 50 m papillon.
De nouveau sélectionnée pour les Jeux de Rio 2016, elle termine 3e de sa série du 100 m nage libre en 28 s 58. Pas assez rapide pour se qualifier pour les demi-finales, elle termine finalement 33e sur 46 concurrentes. En 2017, aux Jeux d'Asie du Sud-Est, elle remporte 4 médailles de bronze, encore une fois sur le 100 m nage libre, le 200 m nage libre et le 50 m papillon ainsi que l'argent avec le relais 4 × 200 m nage libre. Sur le 100 m, elle porte le record des Philippines à 55 s 90.
Aux Jeux asiatiques de 2018 à Jakarta, elle atteint la finale sur le 100 m nage libre où elle termine 7e (56 s 38)  et sur le 200 m nage libre où elle termine 8e (2 min 02 s 53). Elle concoure aussi sur le 50 m nage libre et sur le 100 m papillon mais ne dépasse pas les stade des séries. Quelques semaines plus tard, aux Mondiaux en petit bassin, elle termine 27e du 100 m nage libre et 31e du 200 m. Elle obtient sa qualification sur le 100 m grâce à une marque de 55 s 54 lors de la Swimming World Cup de Singapour en novembre, le temps de qualification étant de 55 s 66 et devient la seule athlète Philippine qualifiée pour cette compétition.
Elle est l'actuelle détentrice du record des Philippines sur le 50 m, le 100 m et le 200 m nage libre ainsi que sur le 50 m et le 100 m papillon. Jasmine Alkhaldi se qualifie pour toutes les éditions des Championnats du monde entre 2011 et 2017 mais ne dépasse jamais le stade des séries.

## Palmarès
| Année | Compétition                           | Lieu           | Place | Épreuve              |
| ----- | ------------------------------------- | -------------- | ----- | -------------------- |
| 2012  | Jeux olympiques                       | Londres        | 34e   | 100 m nage libre     |
| 2013  | Jeux d'Asie du Sud-Est                | Naypyidaw      | 3e    | 100 m nage libre     |
| 2013  | Jeux d'Asie du Sud-Est                | Naypyidaw      | 3e    | 100 m papillon       |
| 2015  | Jeux d'Asie du Sud-Est                | Singapour      | 3e    | 100 m nage libre     |
| 2015  | Jeux d'Asie du Sud-Est                | Singapour      | 3e    | 200 m nage libre     |
| 2015  | Jeux d'Asie du Sud-Est                | Singapour      | 3e    | 50 m papillon        |
| 2016  | Jeux olympiques                       | Rio de Janeiro | 49e   | 100 m nage libre     |
| 2017  | Jeux d'Asie du Sud-Est                | Kuala Lumpur   | 2e    | 4 × 200 m nage libre |
| 2017  | Jeux d'Asie du Sud-Est                | Kuala Lumpur   | 3e    | 200 m nage libre     |
| 2017  | Jeux d'Asie du Sud-Est                | Kuala Lumpur   | 3e    | 100 m nage libre     |
| 2017  | Jeux d'Asie du Sud-Est                | Kuala Lumpur   | 3e    | 50 m papillon        |
| 2018  | Championnats du monde en petit bassin | Hangzhou       | 27e   | 100 m nage libre     |
| 2018  | Championnats du monde en petit bassin | Hangzhou       | 31e   | 200 m nage libre     |